# Bernard Heuvelmans
Pour les articles homonymes, voir Heuvelmans.
Bernard Joseph Pierre Heuvelmans, né le 10 octobre 1916 au Havre et mort le 22 août 2001 au Vésinet, est un zoologue, cryptozoologue et écrivain belge.
Considéré comme le fondateur de la controversée cryptozoologie, l'étude des « formes animales encore inconnues », telles que le yéti, le monstre du loch Ness, ou le Mokélé mbembé, il est l'auteur de Sur la piste des bêtes ignorées, le premier livre sur le sujet disposant d'une large diffusion. Il laisse derrière lui une importante documentation qui est hébergée au musée cantonal de Zoologie de Lausanne, en Suisse. Acteur et musicien, il était également un ami d'Henri Vernes, l'auteur de la série Bob Morane, et d'Hergé, le créateur de Tintin, avec qui il a travaillé à plusieurs reprises.

## Biographie

### Jeunesse et formation
Heuvelmans est né d'un père belge fonctionnaire originaire d'Anvers et d'une mère néerlandaise, ayant tous les deux fui l'invasion allemande de la Belgique au début de la Première Guerre mondiale, et ayant gagné Le Havre avant de revenir en Belgique après la guerre. Passionné par la nature et les animaux dès son plus jeune âge, il étudie au Collège Saint-Michel de Bruxelles, dirigé par des jésuites. Bien qu'il gardât ensuite un grand respect pour sa formation, il s’éloigne progressivement du catholicisme, et de sa vision anthropocentriste du monde. Il se dit hostile à l'Église catholique à la fin de sa vie et se convertit au bouddhisme.  
Passionné par la littérature et le jazz, il joue dans un groupe nommé Hot and swing. Il se fait remarquer pour son talent dans les années 1930, et rencontre Louis Armstrong, Ray Ventura, Duke Ellington et Coleman Hawkins.
Souhaitant surtout devenir zoologiste, il s'inscrit en 1935 à la faculté des sciences naturelles de l’Université libre de Bruxelles. D’abord spécialiste des mammifères, Bernard Heuvelmans consacre sa thèse de doctorat à l’oryctérope (Contribution au problème de la dentition chez les ongulés aberrants (Tubulidentés et Siréniens)), et devient docteur ès sciences (zoologie) en 1939. Bien qu'un numéro entier du Bulletin du Musée royal d’Histoire naturelle de Belgique fût consacré à la thèse d'Heuvelmans, ce dernier ne se lance jamais, faute de place disponible, dans une carrière universitaire. Plus tard il dit avoir pris goût à la liberté,.

### Seconde Guerre mondiale et années d'après guerre
Mobilisé dans l'armée belge au cours de la Seconde Guerre mondiale, il est fait prisonnier, et envoyé dans un camp de prisonniers. Après plusieurs tentatives infructueuses, il finit par s'échapper et réussit à rentrer chez lui. Il reste pacifiste et se dit hostile à l'armée. En 1942, dans les locaux du quotidien Le Soir, Bernard Heuvelmans fait la connaissance de Georges Rémi dit Hergé, le créateur des Aventures de Tintin. Il aide alors le jeune dessinateur à compléter le dixième album de la série, L'Étoile mystérieuse. En 1947, Hergé fait de nouveau appel à lui pour le scénario du Temple du Soleil. En 1954, il participe en tant que conseiller au dix-septième album de Tintin, On a marché sur la Lune. 
Il rédige plusieurs ouvrages de vulgarisation, avec L’homme parmi les étoiles sorti en 1944 traitant d’astronomie et bénéficiant d'un bon succès. En 1945, dans L’homme au creux de l’atome, il évoque les bases de la physique et de la radioactivité. Il s'installe à Paris en 1946, et joue toujours dans des orchestres de jazz. Son livre, De la bamboula au Be-Bop connait un certain succès, mais Heuvelmans décide d'interrompre sa carrière de jazzman. Il publie également des nouvelles érotiques, devient membre de l'Institut international de sociologie (Rome), et traduit de nombreux ouvrages, des romans comme Rivage de Barbarie de Norman Mailer, ou des livres traitant de médecine ou de zoologie. 
Après avoir eu deux enfants et avoir divorcé deux fois, il fut marié durant plusieurs années avec l’écrivaine, peintre et dessinatrice belge Monique Watteau, connue sous le pseudonyme d’Alika Lindbergh. Ils divorcèrent durant les années 1960 mais restèrent de proches amis. Heuvelmans dit qu'elle fut « la personne la plus extraordinaire que j'aie jamais connue ». Monique Watteau illustrera plusieurs ouvrages d'Heuvelmans, et se remariera avec le zoologue Scott Lindbergh, fils du fameux aviateur.

### La cryptozoologie

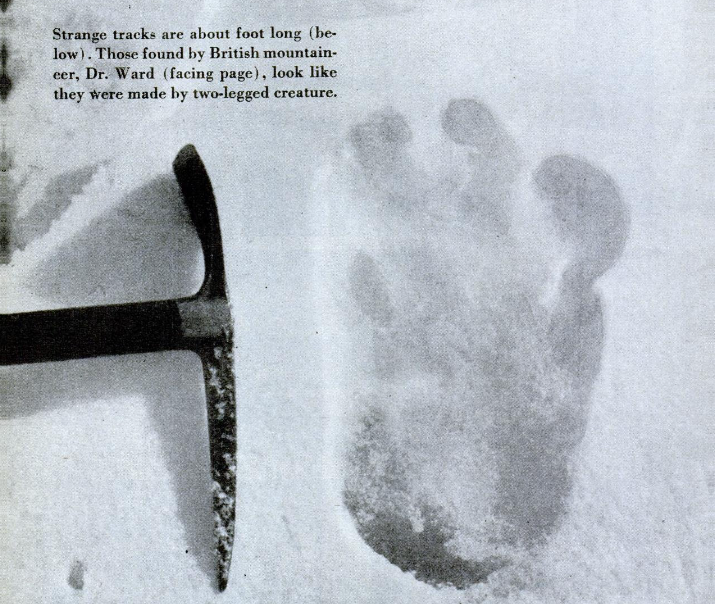
Photographie d'une empreinte de pas attribuée à un Yéti, trouvée par Michael Ward, et photographiée par Eric Shipton au cours d'une expédition sur l'Everest en 1951. Elle contribue à alimenter un grand engouement médiatique pour les « Hommes sauvages et velus » à travers le monde.

Bernard Heuvelmans s’intéresse à partir de 1948, après avoir lu un article du biologiste américain Ivan Sanderson évoquant des témoignages au sujet de prétendus « dinosaures » en Afrique centrale, aux animaux inconnus, ignorés ou disparus. En 1955, il publie un livre en deux tomes : Sur la piste des bêtes ignorées. L'ouvrage bénéficie d'une grande popularité, puisqu'il est diffusé à près d'un million d'exemplaires, selon Jean-Jacques Barloy, et est traduit dans plus de dix langues. Heuvelmans se fait connaître et constitue au cours des années suivantes un vaste réseau d'informateurs et de collaborateurs (par exemple Ivan Sanderson et Boris Porchnev) et crée progressivement une nouvelle « science » (les aspects scientifiques ou pseudoscientifiques de la cryptozoologie sont toujours sujets à de nombreuses controverses), la cryptozoologie. Il en donne la définition suivante : « L'étude scientifique des animaux cachés, c'est-à-dire des formes animales encore inconnues, au sujet desquelles on possède seulement des preuves testimoniales et circonstancielles, ou des preuves matérielles jugées insuffisantes par certains ».
Comme Bernard Heuvelmans l'a lui-même reconnu dans la première édition de son livre sur le serpent de mer en 1965, il n'est pas le premier utilisateur de ce terme : « C'est lui [le naturaliste américano-écossais Ivan T. Sanderson] qui, alors qu'il était encore étudiant à Cambridge, a inventé le terme de cryptozoologie ou science des animaux cachés, que je devais ingénument forger à mon tour, à une époque plus récente, sans connaître sa priorité ».
En 1960, il retrouve son ami Hergé et l'aide à réaliser Tintin au Tibet, vingtième album de la série. Heuvelmans, qui pensait que les récits sur les « Hommes-des-neiges » se référaient à trois types d'hominidés inconnus (un « Homme sauvage » proche selon lui de l'Homme de Néandertal, un « grand Yéti » proche selon lui du Gigantopithèque, et un « petit yéti » proche selon lui du Sivapithèque), fournit à l'artiste de la documentation sur le yéti. Après avoir lu les notes de son ami, Hergé décide de faire du monstre mythique un être inoffensif et non abominable.

#### Sherlock au Zoo
Entre 1961 et 1962, il  anime l'émission Sherlock au zoo, produite par Jean-Marie Coldefy pour la Radiodiffusion-télévision française. C'est l'un des premiers magazines scientifiques du service public, dans un format court de 20 à 30 minutes. Avec le flegme qui le caractérise, il entraîne les spectateurs sur la trace d'animaux connus (gorille de montagne, paon du Congo, calmar géant) ou énigmatiques (monstre du Loch Ness, abominable homme-des-neiges). Sherlock au zoo comporte 13 épisodes et s'achève le 11 juillet 1962.

#### Le «Grand Serpent de mer»
Par la suite, il consacre des travaux aux grands animaux marins des profondeurs, avec Dans le sillage des monstres marins : Le Kraken et le poulpe colossal, sorti en 1958, dans lequel il retrace la découverte du Calmar géant, et surtout Le grand Serpent-de-mer : le problème zoologique et sa solution, sorti en 1965. Dans cet ouvrage qui bénéficie d'une vaste diffusion, de rééditions et de traductions, accueilli avec enthousiasme ou ironie par les universitaires, Heuvelmans suggère que les témoignages au sujet de prétendus serpents de mer seraient un mélange d'observations déficientes d'animaux déjà connus et d'observations d'animaux inconnus, notamment cinq mammifères hypothétiques dont l'existence n'a jamais été prouvée, et auxquels il n'hésite pas à donner des noms scientifiques (voir en annexes). Certains chercheurs critiquent la méthode utilisée par Heuvelmans, la jugeant inappropriée et basée sur des témoignages parfois douteux,. 
Heuvelmans, qui était allé voir le Loch Ness en 1961, avait suggéré que le fameux « monstre » du Lac (et les autres monstres lacustres à long cou), serait une sorte d'otarie inconnue à long cou qui, par convergence évolutive, aurait une apparence se rapprochant des plésiosaures, et vivant essentiellement en mer, entrant quelquefois dans le lac. Cette hypothèse est critiquée par d'autres cryptozoologues, car la biomasse du lac est très insuffisante pour permettre le maintien d'une population de grands animaux, et le nombre de témoignages est insuffisant pour un animal devant respirer régulièrement à la surface. Il est plus probable que les témoignages désignent des phoques et des loutres, qui entrent parfois dans le lac, et déformés par un phénomène de réfraction atmosphérique agrandissant et allongeant les images.

#### L'homme congelé du Minnesota

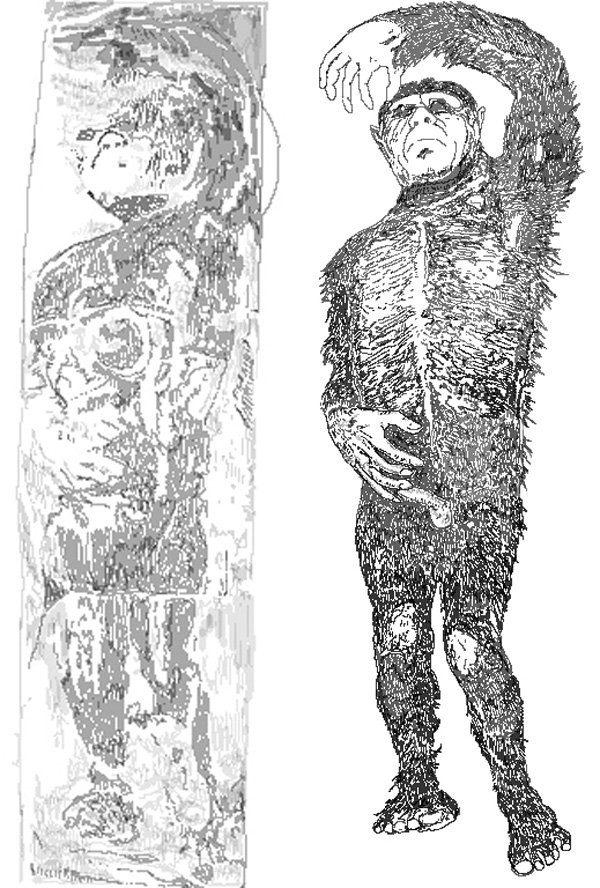
L'homme congelé du Minnesota.

À la fin des années 1960, Bernard Heuvelmans fut au centre d'une affaire qui secoua la presse à sensation. Le scientifique eut en effet l'occasion d'examiner le cadavre congelé d'un hominidé velu conservé dans la glace (The Minnesota Iceman) et exposé dans une roulotte foraine au Minnesota. En compagnie du scientifique britannique Ivan T. Sanderson, Heuvelmans rendit visite au forain propriétaire du corps, Frank Hansen, pour le convaincre d'étudier la créature, ce que les deux zoologues firent entre le 16 et le 18 décembre 1968. La créature couchée et congelée dans un bloc de glace était de constitution robuste avec un nez retroussé, un thorax très puissant, de longs bras et de larges pieds. Une petite partie de la glace fissurée dégageait une odeur de pourriture.
Au fil des années, Frank Hansen donna plusieurs explications contradictoires au sujet de l'origine de son cadavre congelé. Selon les versions, le corps aurait été retrouvé dans son bloc de glace dans le détroit de Béring, l'individu aurait été abattu au cours d'une partie de chasse aux États-Unis ou encore proviendrait du Vietnam. Gêné par la soudaine popularité et l’intérêt du FBI. pour cette affaire, le transport et l'exposition d'un corps étant interdite sur le sol américain, Hansen préféra disparaître en emportant le corps avec lui.
Bernard Heuvelmans, convaincu de l'authenticité de la créature, l'identifia comme un homme sauvage proche du Néandertalien et créa pour elle l'espèce Homo pongoides. Le cryptozoologue a pris de nombreux clichés sur lesquels on aperçoit la silhouette de l'homme du Minnesota dans son bloc de glace. Toutefois, en l'absence de preuve matérielle, l'authenticité de cette créature n'est pas admise par la communauté scientifique. De sérieux doutes existent concernant la bonne foi de son propriétaire. En 2008, Verne Langdon déclara au cours de l'émission Le Bigfoot Show que l'homme congelé était un canular créé par un décorateur d'Hollywood. En 2002, un an avant sa mort, Hansen aurait affirmé que l'Homme congelé serait un faux fabriqué en 1967, et aurait sous-entendu qu'il s'agissait de celui qui fut examiné par Heuvelmans et Sanderson. Le « corps » sera retrouvé en 2013, et vendu sur eBay, avant d'être exposé au Museum of weird, à Austin, au Texas. Des années avant l'apparition de l'homme du Minnesota, Frank Hansen avait contacté, sans succès, les studios Universal pour créer une fausse soucoupe volante et des extraterrestres victimes d'un accident.
En 1974, Bernard Heuvelmans cosigne avec l’historien russe Boris Porchnev un volume de cryptoanthropologie intitulé L’homme de Néandertal est toujours vivant . Il y soutient que de grands hominidés et des grands singes non répertoriés ont survécu et coexistent avec l’homme partout sur la planète (cf. infra), et que de nombreux récits aux sujets d'Hommes sauvages et velus en Asie désigneraient des Hommes de Néandertal ayant survécu jusqu'à nos jours (cette parenté néandertalienne est depuis plusieurs années invalidée par les recherches scientifiques). Ces théories, qui ne seront confirmées par aucune preuve matérielle, lui valent l'incrédulité, voire le mépris de la communauté scientifique. 

#### Des années 1970 aux années 1990

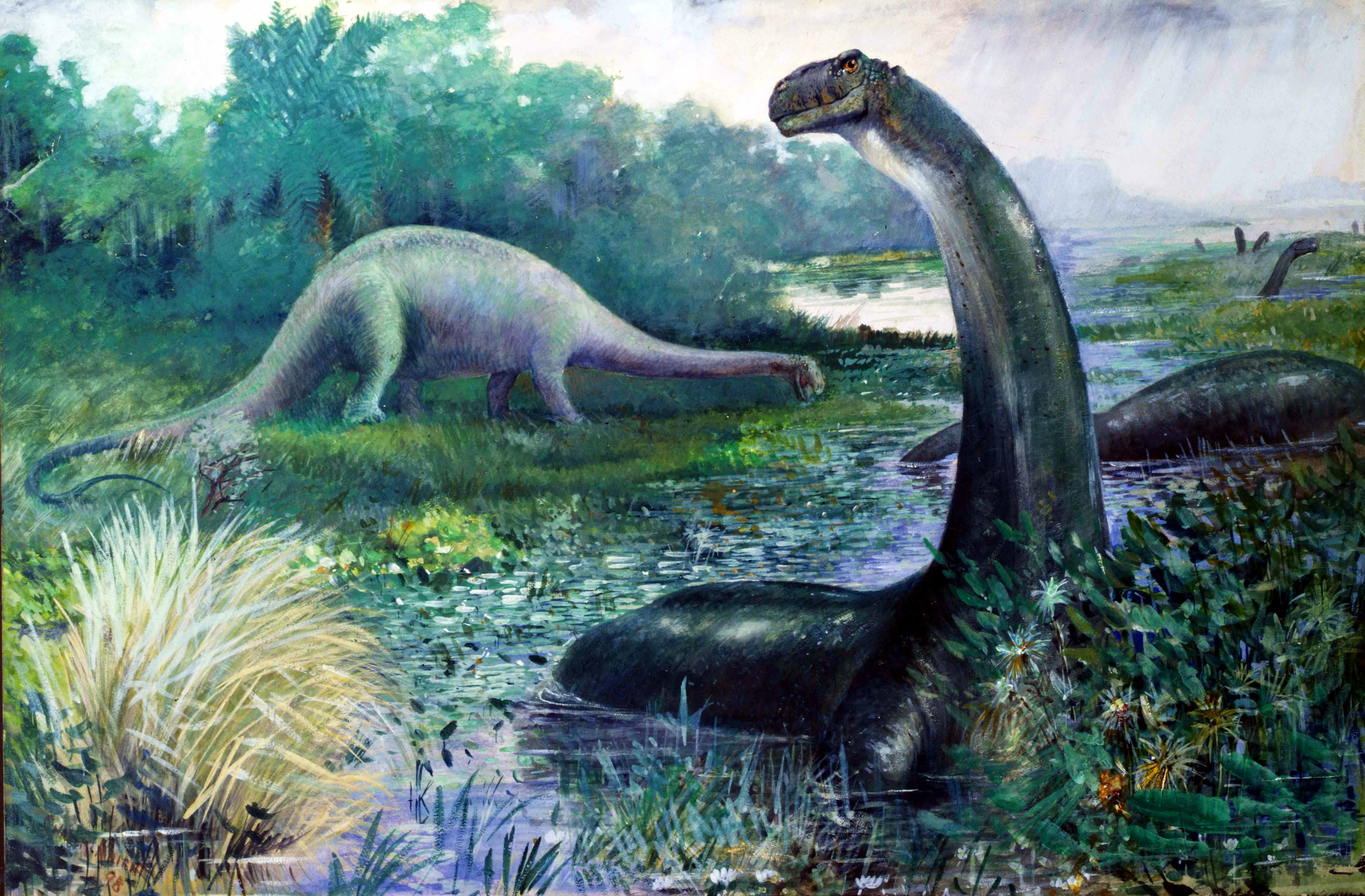
Peinture représentant des brontosaures, par Charles R. Knight, 1897. Cette vision des sauropodes, partagée auparavant par Heuvelmans et d'autres paléontologues et aujourd'hui invalidée par les recherches scientifiques.

En 1977, Heuvelmans se lance dans la rédaction de la série Bêtes ignorées du monde, qui devait consister en une suite de quinze à vingt volumes ambitionnant d'être « (...) une encyclopédie de nos connaissances sur les animaux inconnus, présumés tels, voire espérés tels, disparus parfois avant même d'avoir pu être découverts. En somme, une encyclopédie de toutes nos ignorances en matière de faunistique ».  
Dans le premier volume, Les derniers dragons d'Afrique, sorti en 1978, il suggère que les divers récits au sujet de dinosaures en Afrique centrale pourraient comporter de nombreux canulars, mais pourraient aussi cacher quatre types animaux inconnus : des siluriformes, un lamantin, un machairodonte aux mœurs partiellement aquatiques, et un sauropode (le Mokélé mbembé). Certains cryptozoologues lui reprochent d'accorder trop de crédit à des témoignages de seconde main, et donc invérifiables. Heuvelmans voyait les sauropodes comme des créatures avec la queue trainant sur le sol, et évoluant dans un milieu aquatique, ce qui est invalidé par les récentes découvertes scientifiques.
Du fait de l'insuccès commercial de la série, l'éditeur interrompt sa parution après le second volume, Les Bêtes humaines d'Afrique, sorti en 1980 et évoquant la découverte des grands singes africains, leurs relations avec l'Homme, ainsi que l'existence possible d'hominiens inconnus (voir Agogwe) en Afrique. 
Quatre autres manuscrits sont rédigés : Les félins encore inconnus d'Afrique (traitant du Marozi, et de l'hypothétique survivance de machoirodontes), Les ours insolites d'Afrique (traitant de l'existence de l'Ours de l'Atlas, et de l'Ours Nandi, qui pourrait être selon Heuvelmans soit un grand ratel à fourrure sombre, soit un simopithèque ayant survécu jusqu'à nos jours), et Histoire naturelle des bêtes ignorées (The Natural history of hidden animals, publié en anglais uniquement), qui seront publiés après sa mort. Heuvelmans, dans la  préface à la réédition anglophone de Sur la piste des bêtes ignorées, mentionne un quatrième manuscrit : Les peu abominables hommes-des-neiges, inédit à ce jour. 
En 1982 , il est élu président de l’International Society of Cryptozoology, fondée en 1980 à l'initiative de Roy Mackal (en). Il publie plusieurs articles dans le bulletin annuel de la société, Cryptozoology.  Ainsi, dans un article publié en 1986, Heuvelmans suggère que 140 cryptides, ou animaux inconnus, pourraient exister, ou auraient pu exister par le passé.
En 1990, Heuvelmans est nommé membre d'honneur de l'Association de cryptozoologie de Russie. En 1993, il visite l'Asie du Sud-Est et récolte durant trois mois des témoignages sur l'Orang Mawas (en) de Malaisie, à la suite de quoi il rédige un article intitulé King Kong est parmi nous !, qui ne sera publié qu'en 2005 en italien et dans lequel il soutient que l'Orang Mawas serait un Gigantopithèque.

#### Dernières années
Le 17 février 1997, Bernard Heuvelmans reçoit le prix Gabriele Peters pour la science fantastique au Zoologischen Museum de l'université de Hambourg (musée zoologique de Hambourg (de)). Durant les dernières années de sa vie, il se convertit au bouddhisme,.
De 1998 à 1999, âgé et très affaibli, il donne l'ensemble de ses archives et collections au Musée cantonal de zoologie de Lausanne. Le directeur, Michel Sartori, crée à cette fin une exposition permanente, qui est inaugurée le 12 octobre 1999,. La Société internationale de cryptozoologie faisant face à de nombreux problèmes, notamment économiques, ainsi qu'à des divisions internes, sera dissoute en 1999. 
Il meurt à son domicile au Vésinet le 22 août 2001, en présence d'Alika Lindbergh, à 84 ans. Conformément à ses dernières volontés, il est enterré au Vésinet, vêtu de la tunique orange des moines bouddhistes, à l’intérieur d’un cercueil biodégradable, et des plantes sauvages poussent librement sur sa tombe.  
En 2007, Jean-Jacques Barloy, autre cryptozoologue, lui consacre une biographie.

## Publications
- 1944 : L'Homme parmi les étoiles.
- 1945 : L'Homme au creux de l'atome.
- 1951 : De la bamboula au be-bop.
- 1951 : Le Secret des parques, Tome un, la prolongation de la vie.
- 1951 : Le Secret des parques, Tome deux, la suppression de la mort.
- 1952 : Le Secret des parques, Tome trois, le rajeunissement.
- 1955 : Sur la piste des bêtes ignorées: Tome un, Indo-Malaisie, Océanie. Librairie Plon
- 1955 : Sur la piste des bêtes ignorées: Tome deux, Amérique, Sibérie, Afrique. Librairie Plon
- 1958 : Dans le sillage des monstres marins. Le Kraken et le Poulpe colossal. Librairie Plon
- 1965 : Le Grand Serpent de mer. Le problème zoologique et sa solution. Histoire des bêtes ignorées de la mer. Librairie Plon
- 1968 : Histoires et Légendes de la Mer Mystérieuse. Éditions Maritimes et d'Outre-Mer
- 1974 : L'Homme de Néanderthal est toujours vivant (avec Boris Porchnev). Librairie Plon
- 1974 : Dans le sillage des monstres marins. Le Kraken et le Poulpe colossal. Édition revue et complétée. Paris, François Beauval Éditeur
- 1978 : Les Derniers Dragons d'Afrique. Librairie Plon
- 1980 : Les Bêtes humaines d'Afrique. Librairie Plon
- 1982 :  Sur la piste des bêtes ignorées.  Édition revue et complétée. Paris, François Beauval Éditeur
- Ouvrages posthumes :
- 2007 : Les Félins encore inconnus d'Afrique, Éditions de l'œil du Sphynx.
- 2015 : Les Ours insolites d'Afrique, Éditions de l'œil du Sphynx
- 2016 : The Natural History of hidden animals, (publié en anglais uniquement).
- Non publié :
- Les Peu Abominables Hommes-des-neiges[19].

### Filmographie
- David Deroy, Rebelle de la science, Belgique, 2018 (60 min).

### Liste de Cryptides auxquels Bernard Heuvelmans a proposé un nom scientifique
À l'instar des autres cryptides, l'existence d'aucune des créatures suivantes n'a jamais été prouvée, et aucun des noms suivants n'est considéré comme valide, du fait de l'absence de preuves matérielles.
- 1955 : Panthera leo maculatus[23]
- 1958 : Dinanthropoides nivalis[19]
- 1965 : Megalotaria longicollis[4],[11]
- 1965 : Halshippus olai-magni
- 1965 : Plurigibbosus novae-angliae
- 1965 : Cetioscolopendra aelieni
- 1965 : Hyperhydra egedei[4],[11]
- 1969 : Homo pongoides[7]
- 1980 : Kikomba leloupi